# لوسین ژرمن گیتری
لوسین جرمان گیتری (انگلیسی: Lucien Germain Guitry؛ ۱۳ دسامبر ۱۸۶۰ – ۱ ژوئن ۱۹۲۵) یک هنرپیشه اهل فرانسه بود. 